# Aktuelle Kamera
Aktuelle Kamera (en español, «Cámara de actualidad»), también conocido por sus siglas AK, fue el informativo de Deutscher Fernsehfunk, la televisión pública de la República Democrática Alemana. Se emitió desde 1952 hasta 1990.

## Historia

### República Democrática Alemana (1952-1989)
La República Democrática Alemana (RDA) puso en marcha su empresa de radiodifusión pública, Deutscher Fernsehfunk, el 21 de diciembre de 1952. En el mismo día comenzó Die Aktuelle Kamera, un programa informativo a nivel nacional que ofrecía reportajes y noticias relacionadas con el estado socialista. A pesar de ser un noticiero oficial y no recoger voces de la oposición política, dejaba un margen a la crítica sobre determinadas acciones del gobierno de Wilhelm Pieck.
El informativo cambió por completo cuando se produjo la sublevación del 17 de junio de 1953. Aktuelle Kamera no pudo emitir imágenes del levantamiento, pese a lo cual se destituyó al director del informativo y a varios periodistas. A partir de ese momento el espacio se convirtió en un noticiero propagandístico, en el que se ensalzaban los logros de Alemania Oriental y se criticaba al sistema capitalista representado por la República Federal Alemana. Además, se retransmitían discursos de los dirigentes del Partido Socialista Unificado de Alemania y había conexiones especiales a sus actos. Esta línea editorial se mantuvo hasta la caída del régimen socialista en 1989.

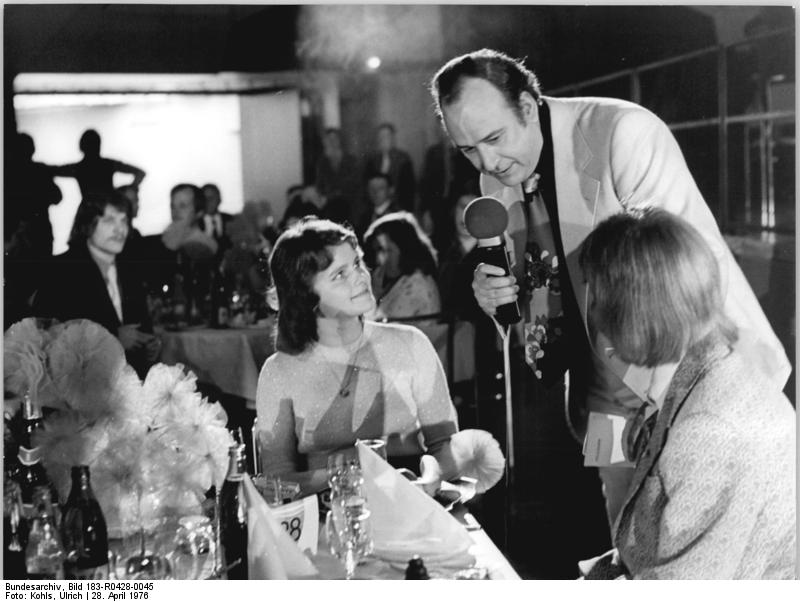
Un periodista de Aktuelle Kamera entrevista a unos jóvenes para el informativo.

Al principio Aktuelle Kamera empezaba a las 20:00 horas (UTC+2), pero su horario tuvo que adelantarse a las 19:30 para no coincidir con Tagesschau, el informativo de la televisión pública de la República Federal (ARD). Muchos hogares de la RDA podían captar la señal de Alemania Occidental porque había emisores de alta potencia cerca de las fronteras del estado socialista. Por ello, Deutscher Fernsehfunk cambió el horario para que pudiera ser visto por el mayor número de ciudadanos. Con esta reforma se aumentó la duración del programa, e incluso se creó una nueva edición para el segundo canal en los años 1970.
Pese a ello, Aktuelle Kamera no gozaba de la suficiente popularidad entre los ciudadanos de la RDA que podían ver la televisión federal. El gobierno quiso evitarlo con la imposición del sistema SECAM como único válido para televisión en color, frente al PAL que utilizaban en el oeste. Sin embargo, esta medida no solucionó nada porque ARD y ZDF mantuvieron las emisiones en blanco y negro, estándar implementado en la mayoría de hogares de la RDA. Además, muchos alemanes orientales adquirieron decodificadores que convertían la señal PAL en SECAM.

### Desaparición (1990)
En los últimos meses de vida de la República Democrática Alemana, los periodistas de Aktuelle Kamera no tenían tanta presión informativa pero la censura perduraba. A comienzos de 1989 ya se emitían algunos reportajes neutrales sobre la lenta transformación económica, e incluso se mostraron imágenes de las cada vez más numerosas manifestaciones opositoras.
Cuando cayó el Muro de Berlín, el nuevo gobierno provisional de la RDA dejó de influir sobre los medios de comunicación públicos, por lo que Aktuelle Kamera pudo mostrar los cambios que estaba experimentando el país antes de la reunificación alemana en octubre de 1990. Durante la unificación de empresas de radiodifusión pública, Aktuelle Kamera fue una de las primeras víctimas al dejar de emitirse el 14 de diciembre de 1990. Un día después, las frecuencias de DFF1 quedaron bajo control de la ARD.

## Directores de Aktuelle Kamera
- 1952-1954: Desconocido
- 1954–1956: Günter Nerlich
- 1956–1964: Heinrich Grote
- 1964–1966: Hubert Kröning
- 1966–1978: Erich Selbmann
- 1978–1984: Ulrich Meier
- 1984–1990: Klaus Schickhelm
- 1990–1991: Manfred Pohl

## Cultura popular
Aktuelle Kamera aparece en la película Good Bye, Lenin! en varias ocasiones. En la cinta, el protagonista Alexander (Daniel Brühl) consigue varios informativos de Aktuelle Kamera grabados, que utiliza para hacer creer a su madre (Katrin Saß) que la República Democrática Alemana seguía existiendo. Para continuar con la farsa, Alex y su amigo Denis (Florian Lukas) graban programas por su cuenta que imitaban la estética y narración de los AK, con noticias falsas como que los trabajadores de Alemania Occidental saltaban el Muro de Berlín para vivir en Alemania Oriental.